# Asira ash-Shamaliya
Asira ash-Shamaliya (àrab: عصيرة الشماليّة, ʿAṣīra ax-Xamāliyya) és un municipi palestí de la governació de Nablus, a Cisjordània, al nord de la vall del Jordà, 6 kilòmetres al nord de Nablus. Segons l'Oficina Central Palestina d'Estadístiques, tenia 7.556 habitants en 2007.
En àrab, la paraula ʿaṣīra vol dir «llenya» i es refereix a l'abundància de boscos a la ciutat, que van ser utilitzats pels residents per vendre'n la llenya.

## Residents notables
- Ansam Sawalha
- Woroud Sawalha